# Psychotria tacpo
Psychotria tacpo là một loài thực vật có hoa trong họ Thiến thảo. Loài này được (Blanco) Rolfe miêu tả khoa học đầu tiên năm 1884.